# Newpower Soul Tour
 (juin 2013).
Si vous disposez d'ouvrages ou d'articles de référence ou si vous connaissez des sites web de qualité traitant du thème abordé ici, merci de compléter l'article en donnant les références utiles à sa vérifiabilité et en les liant à la section « Notes et références ».
Tournées par Prince & New Power Generation
Jam of the Year Tour
(1997-1998) Hit 'N' Run Tour
(2000-2001)
New Power Soul est une tournée effectuée par Prince en 1998 pour assurer la promotion de l'album New Power Soul. Mis à part Kirk Johnson, la formation du side-band du chanteur, les New Power Generation, n'est pratiquement plus la même depuis ses débuts en 1990. 

## Histoire
Prince utilise à nouveau le pictogramme du LoveSymbol, toujours imprononçable... (O(+>), alors que la presse continue de le nommer The Artist Formely Known As Prince. Malgré cette tournée et une promotion importante, l'album se vend assez mal. L'album est certainement le moins apprécié de la courte discographie des New Power Generation (NPG). La tournée se déroule en deux parties, « New Power Soul Tour » et « Festival », auxquelles s'ajoutent un grand nombre de concerts-bonus dont la majorité à Paisley Park. Durant cette tournée, la scène utilisée est la même que celle de la précédente ; cette scène est encore utilisée pour tous les concerts jusqu'en 2000, y compris le fameux concert spécial Rave Un2 the Year 2000 dans les studios de Paisley Park.

## Groupe
- Prince — Chant, guitare et piano
- Mike Scott - Guitare rythmique
- Kat Dyson - Guitare rythmique
- Rhonda Smith - Basse
- Larry Graham - Basse
- Kirk Johnson - Batterie
- Mr. Hayes - Clavier
- Marva King - Chant
- Mayte - Chant et danse
- Chaka Khan - Chant
- Candy Dulfer - Saxophone
- Doug E. Fresh - Rap

## Listes des chansons
- Push It Up
- Jam Of The Year
- Talkin' Loud & Sayin' Nothing
- Let's Work
- Delirious
- Rock N' Roll Is Alive
- Purple Rain
- Little Red Corvette
- I Would Die 4 U
- Get Yo' Groove On (Intro)
- I Could Never Take The Place Of Your Man
- The Christ
- One Of Us
- The One (Instrumental)
- Also Sprach Zarathustra
- (Let Me Be Your) Teddy Bear (reprise d'Elvis Presley)
- Courtin' Time
- If I Was Your Girlfriend
- Diamonds and Pearls
- The Beautiful Ones
- Darling Nikki
- Take Me With U
- Raspberry Beret
- Mr. Happy (Intro)
- Stand
- Release Yourself (reprise de Lenny Kravitz)
- Baby I'm Star
- 1999

La liste a très souvent changé au cours des concerts. De nombreux titres furent interprétés à certaines dates en plus de ceux indiqués ci-dessus : The Ride, Bambi, Thank You (Falettinme Be Mice Elf Agin), Free, Sweet Thing, Tell Me Something Good, A You Got The Love, Everyday People, Beautiful Strange, I Want To Take You Higher, Alphabet, Come On et La Di Da Di.

## Dates des concerts
| #                      | Date              | Ville         | Pays       | Salle                                             | Audience |
| ---------------------- | ----------------- | ------------- | ---------- | ------------------------------------------------- | -------- |
| Newpower Soul          |                   |               |            |                                                   |          |
| États-Unis             |                   |               |            |                                                   |          |
| 1                      | 6 février 1998    | Chanhassen    | États-Unis | Paisley Park                                      | 1 000    |
| 2                      | 13 février 1998   | Chanhassen    | États-Unis | Paisley Park                                      | 1 000    |
| 3                      | 14 février 1998   | Chanhassen    | États-Unis | Paisley Park                                      | 1 000    |
| 4                      | 20 février 1998   | Chanhassen    | États-Unis | Paisley Park                                      | 1 000    |
| 5                      | 27 février 1998   | Chanhassen    | États-Unis | Paisley Park                                      | 1 000    |
| 6                      | 6 mars 1998       | Chanhassen    | États-Unis | Paisley Park                                      | 1 000    |
| 7                      | 13 mars 1998      | Chanhassen    | États-Unis | Paisley Park                                      | 1 000    |
| 8                      | 20 mars 1998      | Chanhassen    | États-Unis | Paisley Park                                      | 1 000    |
| 9                      | 27 mars 1998      | Chanhassen    | États-Unis | Paisley Park                                      | 1 000    |
| 10                     | 3 avril 1998      | Chanhassen    | États-Unis | Paisley Park                                      | 1 000    |
| 11                     | 10 avril 1998     | New York      | États-Unis | Irving Plaza                                      | 900      |
| 12                     | 17 avril 1998     | Chanhassen    | États-Unis | Paisley Park                                      | 1 000    |
| 13                     | 20 avril 1998     | Washington    | États-Unis | Capital Ballroom                                  | 505      |
| 14                     | 21 avril 1998     | Philadelphie  | États-Unis | The Electric Factory                              | 3 600    |
| 15                     | 24 avril 1998     | Chicago       | États-Unis | Aragon Ballroom                                   | 5 000    |
| 16                     | 1er mai 1998      | Chanhassen    | États-Unis | Paisley Park                                      | 1 000    |
| 17                     | 7 mai 1998        | Chattanooga   | États-Unis | Memorial Auditorium                               | 3 800    |
| 18                     | 8 mai 1998        | Huntsville    | États-Unis | Von Braun Civic Center                            | 7 000    |
| 19                     | 12 mai 1998       | Collinsville  | États-Unis | Gateway Center                                    | 3 000    |
| 20                     | 13 mai 1998       | Columbus      | États-Unis | Battelle Hall                                     | 8 000    |
| 21                     | 1er juin 1998     | Indianapolis  | États-Unis | Indiana Convention Center                         | 7 930    |
| 22                     | 19 juin 1998      | Chanhassen    | États-Unis | Paisley Park                                      | 1 000    |
| 23                     | 10 juillet 1998   | Chanhassen    | États-Unis | Paisley Park                                      | 1 000    |
| 24                     | 17 juillet 1998   | Chanhassen    | États-Unis | Paisley Park                                      | 1 000    |
| 25                     | 25 juillet 1998   | Hollywood     | États-Unis | Key Club                                          | 700      |
| Europe                 |                   |               |            |                                                   |          |
| 26                     | 8 août 1998       | Marbella      | Espagne    | Plaza De Toros                                    | 7 033    |
| 27                     | 11 août 1998      | Rotterdam     | Pays-Bas   | Ahoyhal                                           | 10 500   |
| 28                     | 12 août 1998      | Rotterdam     | Pays-Bas   | Nighttown                                         | 1 000    |
| 29                     | 13 août 1998      | Bruxelles     | Belgique   | Vorst Nationaal                                   | 8 500    |
| 30                     | 16 août 1998      | Stockholm     | Suède      | Hover                                             | 6 000    |
| 31                     | 18 août 1998      | Copenhague    | Danemark   | Valbyhallen                                       | 4 200    |
| 32                     | 19 août 1998      | Copenhague    | Danemark   | Vega                                              | 1 200    |
| 33                     | 21 août 1998      | Paris         | France     | Le Zénith                                         | 6 700    |
| 34                     | 23 août 1998      | Zurich        | Suisse     | Hallenstadion                                     | 12 460   |
| 35                     | 24 août 1998      | Zurich        | Suisse     | Kaufleuten                                        | 1 000    |
| 36                     | 26 août 1998      | Londres       | Angleterre | Wembley Arena                                     | 12 000   |
| 37                     | 27 août 1998      | Londres       | Angleterre | The Hippodrome                                    | 800      |
| 38                     | 28 août 1998      | Londres       | Angleterre | Café de Paris                                     | 4 272    |
| 39                     | 28 août 1998      | Londres       | Angleterre | Brixton Academy                                   | 300      |
| Newpower Soul Festival |                   |               |            |                                                   |          |
| États-Unis             |                   |               |            |                                                   |          |
| 40                     | 23 septembre 1998 | Washington    | États-Unis | MCI Center                                        | 11 504   |
| 41                     | 25 septembre 1998 | New York      | États-Unis | Madison Square Garden                             | 19 007   |
| 42                     | 26 septembre 1998 | New York      | États-Unis | Tramps                                            | 5 500    |
| 43                     | 26 septembre 1998 | Atlantic City | États-Unis | Grand Cayman Ballroom                             | 1 400    |
| 44                     | 17 octobre 1998   | Concord       | États-Unis | Concord Pavillion                                 | 12 500   |
| 45                     | 18 octobre 1998   | San Francisco | États-Unis | Slim's                                            | 800      |
| 46                     | 22 octobre 1998   | Cleveland     | États-Unis | CSU Convocation Center                            | 15 000   |
| 47                     | 24 octobre 1998   | Détroit       | États-Unis | Joe Louis Arena                                   | 20 000   |
| 48                     | 3 novembre 1998   | Chanhassen    | États-Unis | Paisley Park                                      | 1 000    |
| 49                     | 13 novembre 1998  | Chanhassen    | États-Unis | Paisley Park                                      | 1 000    |
| Europe                 |                   |               |            |                                                   |          |
| 50                     | 15 décembre 1998  | Lisbonne      | Portugal   | Pavilhâo Atlántico                                | 12 000   |
| 51                     | 16 décembre 1998  | Lisbonne      | Portugal   | Lux                                               | 350      |
| 52                     | 17 décembre 1998  | Saragosse     | Espagne    | Pabellón Príncipe Felipe                          | 11 800   |
| 53                     | 18 décembre 1998  | Barcelone     | Espagne    | Palau Sant Jordi                                  | 12 820   |
| 54                     | 20 décembre 1998  | Madrid        | Espagne    | Palacio De Los Deportes De La Comunidad De Madrid | 8 000    |
| 55                     | 22 décembre 1998  | Francfort     | Allemagne  | Festhalle                                         | 10 000   |
| 56                     | 23 décembre 1998  | Utrecht       | Pays-Bas   | Prins Van Oranje                                  | 15 500   |
| 57                     | 24 décembre 1998  | Utrecht       | Pays-Bas   | Tivoli                                            | 980      |
| 58                     | 26 décembre 1998  | Stuttgart     | Allemagne  | Hans-Martin Schleyer Halle                        | 13 000   |
| 59                     | 27 décembre 1998  | Cologne       | Allemagne  | Kölnarena                                         | 18 500   |
| 60                     | 28 décembre 1998  | Cologne       | Allemagne  | Live Music Hall                                   | 1 500    |
| 61                     | 28 décembre 1998  | Gand          | Belgique   | Flanders Expo                                     | 11 000   |
| 62                     | 15 novembre 1999  | Londres       | Angleterre | The Mermaid                                       | 600      |
| 63                     | 16 novembre 1999  | Paris         | France     | Bataclan                                          | 1 200    |
| 64                     | 23 novembre 1999  | Madrid        | Espagne    | Sala Aqualung                                     | 2 500    |
| Concerts Bonus         |                   |               |            |                                                   |          |
| 65                     | 2 janvier 1999    | Las Vegas     | États-Unis | Studio 54                                         | 1 100    |
| 66                     | 16 avril 1999     | Chanhassen    | États-Unis | Paisley Park                                      | 1 000    |
| 67                     | 23 avril 1999     | Chanhassen    | États-Unis | Paisley Park                                      | 1 000    |
| 68                     | 7 mai 1999        | Chanhassen    | États-Unis | Paisley Park                                      | 1 000    |
| 69                     | 14 mai 1999       | Chanhassen    | États-Unis | Paisley Park                                      | 1 000    |
| 70                     | 21 mai 1999       | Chanhassen    | États-Unis | Paisley Park                                      | 1 000    |
| 71                     | 29 mai 1999       | Las Vegas     | États-Unis | MGM Grand Garden Arena                            | 6 169    |
| 72                     | 30 mai 1999       | Las Vegas     | États-Unis | Studio 54                                         | 1 100    |
| 73                     | 18 juin 1999      | Chanhassen    | États-Unis | Paisley Park                                      | 1 000    |
| 74                     | 25 juin 1999      | Chanhassen    | États-Unis | Paisley Park                                      | 1 000    |
| 75                     | 1er juillet 1999  | Minneapolis   | États-Unis | Bunker's                                          | 400      |
| 76                     | 2 juillet 1999    | Chanhassen    | États-Unis | Paisley Park                                      | 1 000    |
| 77                     | 9 juillet 1999    | Chanhassen    | États-Unis | Paisley Park                                      | 1 000    |
| 78                     | 19 juillet 1999   | New York      | États-Unis | Life Club                                         | 600      |
| 79                     | 3 septembre 1999  | Chanhassen    | États-Unis | Paisley Park                                      | 1 000    |
| 80                     | 6 septembre 1999  | Minneapolis   | États-Unis | Mill City Festival                                | 2 100    |
| 81                     | 25 septembre 1999 | Chanhassen    | États-Unis | Paisley Park                                      | 1 000    |
| 82                     | 9 octobre 1999    | Miami Beach   | États-Unis | Fontainebleau Hilton                              | 3 900    |
| 83                     | 17 octobre 1999   | Chanhassen    | États-Unis | Paisley Park                                      | 1 000    |
| 84                     | 18 octobre 1999   | Chanhassen    | États-Unis | Paisley Park                                      | 1 000    |
| 85                     | 22 octobre 1999   | Chanhassen    | États-Unis | Paisley Park                                      | 1 000    |
| 86                     | 5 novembre 1999   | Chanhassen    | États-Unis | Paisley Park                                      | 1 000    |
| 87                     | 18 décembre 1999  | Chanhassen    | États-Unis | Paisley Park                                      | 1 000    |
| 88                     | 28 avril 2000     | Chanhassen    | États-Unis | Paisley Park                                      | 1 000    |
| 89                     | 19 mai 2000       | Chanhassen    | États-Unis | Paisley Park                                      | 1 000    |
| 90                     | 26 mai 2000       | Chanhassen    | États-Unis | Paisley Park                                      | 1 000    |
| 91                     | 2 juin 2000       | Chanhassen    | États-Unis | Paisley Park                                      | 1 000    |
| 92                     | 13 juin 2000      | Minneapolis   | États-Unis | Northrop Auditorium                               | 5 000    |
| 93                     | 30 juin 2000      | Chanhassen    | États-Unis | Paisley Park                                      | 1 000    |
| 94                     | 7 juillet 2000    | Chanhassen    | États-Unis | Paisley Park                                      | 1 000    |
| 95                     | 14 juillet 2000   | Chanhassen    | États-Unis | Paisley Park                                      | 1 000    |
| 96                     | 21 juillet 2000   | Chanhassen    | États-Unis | Paisley Park                                      | 1 000    |
| 97                     | 28 juillet 2000   | Chanhassen    | États-Unis | Paisley Park                                      | 1 000    |